# 南雅拉瓜
南雅拉瓜是巴西圣卡塔琳娜州的一个市镇。总面积532.59平方公里，总人口130060人，人口密度244.2人/平方公里。